# Bendless Love
«Bendless Love» (укр. «Кохання без гнуття») — шоста серія третього сезону анімаційного серіалу «Футурама», що вийшла в ефір у Північній Америці 11 лютого 2001 року.
Автор сценарію: Ерік Горстед.
Режисер: Свінтон Скотт.

## Сюжет
Після того, як помпезний зліт корабля завершується незграбним падінням на вулиці Нового Нью-Йорка, Ліла виявляє, що конче важлива для функціонування корабля L-деталь розігнута. Після того, як в офісі компанії знаходяться інші зігнуті речі, включно з професором Фарнсвортом, підозра природно падає на робота-згинальника Бендера. У підтвердження звинувачень Гермес показує плівку з записом камер спостереження попередньої ночі, де видно, як Бендер гне різні речі в стані сноходіння. Професор вимагає, щоби Бендер пішов з компанії та знайшов собі роботу, яка задовольнила б його потребу в згинанні.
Бендер влаштовується на завод як штрейкбрехер під час страйку робітників. На новій роботі він зустрічає Флексо, який звільнився з ув’язнення і тепер також працює серед штрейкбрехерів, і знайомиться з кремезним фемботом Енґліною (від англ. angle — кут). Бендер швидко закохується в Енґліну, і вони починають зустрічатися. Стосунки між роботами просуваються гладко, аж поки Бендер не дізнається, що Енґліна веде здоровий спосіб життя.
Щоби дізнатися про справжні почуття Енґліни, Бендер замасковується під Флексо і призначає їй побачення в орбітальному нічному клубі. Під час вечірки Бендер постійно демонструє великі суми готівки, зароблені штейкбрехерською працею, і це розлючую членів роботичної мафії, також присутньої там. Зрештою, Бендерові (в ролі Флексо) вдається звабити Енґлін. \\Відкривши свою справжню особу, Бендер звинувачує Енґлін у невірності та кидається на завод, щоби вбити Флексо. Водночас Донбот віддає наказ вбити «робота з борідкою» у покарання за зухвалу поведінку. 
Бендер застає Флексо під час нічної зміни на заводі, й між ними зав’язується бійка. Там мафіозі Клешня за допомогою підйомного крану скидає на Флексо (якого він приймає за того самого робота, що бачив у клубі) велику балку з написом «НЕ ГНЕТЬСЯ», мало не вбивши його. Енґліна зізнається, що кохає Флексо, і Бендер вирішує пожертвувати своїм щастям заради її та врятувати Флексо, зігнувши негнучку балку. Ціною неймовірних зусиль він робить це.
Задовільнивши свою потребу в згинанні, Бендер повертається у «Міжпланетний експрес». На останок команда просить його повернути професорові нормальне положення тіла, але Бендер, чиї думки зайняті іншим, згинає його не в той бік, у який треба.

## Послідовність дії
У цій серії Бендер розповідає, що його було зібрано на фабриці в Тіхуані, і всі знання було інстальовано в його систему як ПЗ. У попередніх серіях згадувалося, що Бендер вчився у школі (він зустрічає свого колишнього однокласника у Луна-парку в «The Series Has Landed») і в коледжі згинання при Марсіанському університеті.

## Визнання
Актор Джон Дімаджіо (озвучує в цій серії Бендера, Флексо, Села, Джої Мишку і Ельзара) був нагороджений премією «Енні» за «Видатне індивідуальне досягнення в озвучанні анімованої телевізійної програми (серед чоловіків)» 

## Пародії, алюзії, цікаві факти
- Дивлячись, як Бендер згинає професора, доктор Зойдберґ вигукує «J'accuse!» (фр. Я звинувачую!, назва памфлету Еміля Золя, спрямованого проти справи Дрейфуса), попри те, що в серії «A Clone of My Own» французька мова називається мертвою, станом на ХХХ століття.
- Сцена, в якій Бендер допомагає Енґліні зігнути балку, обіймаючи її ззаду, нагадує схожу сцену між Патріком Свейзі та Демі Мур у фільмі «Привид».
- Фраза Бендера «Я намагаюся вирватися, а мене тягнуть назад» (англ. Every time I think I’m out, they pull me back in) є дещо зміненою цитатою з «Хрещенного батька ІІІ» (належить Майклу Корлеоне).

## Особливості українського перекладу
- Побачивши зігнутий спис, засмучена Емі каже: «Нам ніколи не перемогти Пітерський університет».
- Завод, де працюють Бендер, Флексо і Енґліна, носить назву «Завод братів Згин».